# Sean Waltman
Sean Michael Waltman (født 13. juli 1972) er en amerikansk wrestler. Waltman er bedst kendt under ringnavnene 1-2-3 Kid og X-Pac i World Wrestling Federation (WWF), Syxx i World Championship Wrestling (WCW) og Syxx-Pac og Sean Waltman i Total Nonstop Action Wrestling (TNA). Waltman forlod TNA i 2006 og har siden wrestlet hos uafhængige wrestlingorganisationer under ringnavnet 6-Pac eller hans rigtige navn. 